# 高明希
高 明希（こう あき）は、日本のドラマプロデューサー、映画プロデューサーである。

## 経歴
2007年日テレアックスオン入社。2011年からドラマプロデューサー。
『人生がときめく片づけの魔法』で第15回ヤング映像クリエーターを励ます賞・優秀賞を受賞。『今日から俺は!!』で第14回「コンフィデンスアワード・ドラマ賞」作品賞を受賞。

## テレビドラマ

### プロデューサー
- らんま1/2（2011年）
- 車イスで僕は空を飛ぶ（2012年）
- 35歳の高校生（2013年）
- 人生がときめく片づけの魔法（2013年）
- 結婚に一番近くて遠い女（2015年）
- 偽装の夫婦（2015年）
- お迎えデス。（2016年）
- スーパーサラリーマン左江内氏（2017年）
- 今日から俺は!!（2018年）
- 博多弁の女の子はかわいいと思いませんか?（2019年）
- 親バカ青春白書（2020年）
- 二月の勝者（2021年）※企画プロデューサー
- 舟を編む 〜私、辞書つくります〜（2024年）
- Shrink〜精神科医ヨワイ〜（2024年）※企画[4]。

## 映画

### 企画・プロデュース
- 今日から俺は!! 劇場版（2020年）
- SUKIYAKI 上を向いて歩こう（2026年公開予定）